# Gerrie Schrijnemakers
Gerrie Schrijnemakers (Heer, 13 augustus 1956) is een voormalig Nederlands voetballer van MVV en Fortuna Sittard.
Gerrie Schrijnemakers voetbalt in zijn jeugd voor RKSV Heer uit zijn gelijknamige geboortedorp. In de zomer van 1973 stapt hij over naar MVV waar de linkervleugelverdediger in het seizoen 1974-1975 zijn debuut maakt in de eredivisie. 
Het seizoen erop  (1975-1976) degradeert Schrijnemakers met de Maastrichtenaren naar de eerste divisie, van waaruit hij twee jaar later (1978) via de nacompetitie weer promotie bewerkstelligt.
Schrijnemakers slaagt er in al die jaren bij MVV niet in een vaste basisplaats te veroveren. Tijdens het seizoen 1979-1980 stapt hij over naar Fortuna Sittard dat uitkomt in de eerste divisie. Hier verovert Schrijnemakers een vaste plek in het basisteam en in 1982 promoveert hij met Fortuna naar de eredivisie.
Fortuna Sittard weet zich prima te handhaven op het hoogste niveau en bereikt in het seizoen 1983-1984 zelfs de finale van de KNVB beker tegen Feyenoord. Schrijnemakers moet de finale echter wegens blessureleed aan zich voorbij laten gaan.
Een jaar later speelt Schrijnemakers wel mee met Fortuna in de kwartfinaleduels om de Europacup 2 tegen de latere winnaar Everton. In beide duels heeft Schrijnemakers een basisplaats.
In de seizoenen hierna krijgt Schrijnemakers te kampen met hernieuwde blessureproblemen, waarna hij na afloop van het seizoen 1986-1987 een punt zet achter zijn professionele voetballoopbaan.
Na zijn actieve voetbalcarrière neemt Schrijnemakers de autogarage van zijn vader over.